# Sarajevska sahat-kula
Sarajevska sahat-kula se nalazi u blizini Gazi Husrev-begove džamije i jedna je od najvećih u Bosni i Hercegovini. Sagrađena je u 17. veku. Posle požara 1697. godine kada je spaljena pod naletom Eugena Savojskog, sahat kula je obnovljena, kao i 1762.
Posle austrougarske okupacije dograđen je gornji deo objekta, a sat su donela dva sarajevska trgovca iz Londona 1874., jer je stari, turski sat, koje je nekad bio na ovoj kuli, dotrajao. Stari sat je odnesen na Vratnik u Vratničku džamiju.
Na kuli je sat marke Gillett & Johnston, izrađen 1873. u Londonu.
 Graditelj kule je Gazi Husrev-beg, jedan od najvećih bosanskih vakifa iz turskog doba. Prvi pisani trag o njoj datira iz 17. veka. Kula ima 76 drvenih stepenika, poredanih u kvadratnom nizu, po kojima se penje muvekit jednom sedmično da podesi vreme. Sat se mora podešavati, jer pokazuje vreme a la turca (lunarni sat). Pretpostavlja se da je jedini na svetu koji pokazuje vrijeme po lunarnom kalendaru. Ovaj sat ponoć pokazuje tačno u momentu zalaska sunca u Sarajevu. U dvorištu Begove džamije postojala je muvekithana, u kojoj se na osnovu preciznih merenja i posude s vodom određivalo tačno vreme namaza. 1967. godine sat je popravljen, a kazaljke i brojevi na sva četiri brojčanika su pozlaćeni. Kada u toku islamskog svetog meseca posta ramazana sat na kuli otkuca 24 sata, vreme je iftaru. Posle prvog otkucaja na Begovoj se džamiji pale kandilji, a nakon toga sa Bijele tabije tradicionalno puca top, koji označava kraj posta.

## Proglašenje nacionalnim spomenikom
Komisija za očuvanje nacionalnih spomenika Bosne i Hercegovine, 2006. godine donela je odluku kojom se Sarajevska sahat-kula proglašava nacionalnim spomenikom Bosne i Hercegovine.

## Spoljašnje veze
- Sarajevski muvekit: "Moja sva dužnost je da preračunam vreme" (B92, 25. oktobar 2018)